# Telekon
Telekon è il quarto album discografico di Gary Numan (il secondo sotto il nome proprio) pubblicato dalla Beggars Banquet Records il 5 settembre 1980. L'album entrò nelle classifiche inglesi al primo posto diventando il suo terzo album a raggiungere la prima posizione dopo The Pleasure Principle e Replicas, quest'ultimo sotto il nome di Tubeway Army.

## Storia
L'uscita dell'album è stata preceduta dalla pubblicazione di due singoli We Are Glass e I Die: You Die, nessuno dei quali però compare sull'album nel suo formato originale. Questi due brani insieme ad altri inediti furono eseguiti dal vivo durante i concerti dal vivo di Numan per la tournée promozionale dell'album precedente The Pleasure Principle.
Come nell'album precedente, Numan si affida delle sonorità elettroniche dei sintetizzatori insieme al basso elettrico e la batteria acustica, tuttavia questa volta con le chitarre elettriche ed una strumentazione elettronica arricchita, e con degli arrangiamenti più complessi rispetto a The Pleasure Principle.
Nei testi dei dieci brani Numan affronta i temi abituali di scenari futuristici ("I Dream of Wires", "The Aircrash Bureau", "Telekon"), ma soprattutto il rapporto difficile con la sua celebrità improvvisa ("Remind Me To Smile", "I'm An Agent", "The Joy Circuit") e i fans assillanti ("Sleep By Windows", "Please Push No More", "Remember I Was Vapour"). "La realtà in cui mi trovavo era mille volte peggiore di quella che mi ero immaginato", dirà lo stesso Numan.
Con il brano di apertura "This Wreckage" Numan comunica inoltre la sua intenzione di lasciare il palco e di ritirarsi dalle performance dal vivo, proprio a seguito delle pressioni subìte. La canzone fu pubblicata come singolo alla fine del 1980, quando Numan aveva già iniziato la lunga tournée promozionale dell'album, denominata "Teletour", con concerti nel Regno Unito, Nord America e Canada.
La frase giapponese che fa da ritornello su "This Wreckage" significa "addio, vi lascio", confermando la volontà di Numan di ritirarsi dal palco.
Il singolo "I Die: You Die" tratta il rapporto difficile con la stampa musicale britannica, spesso critica nei confronti dell'artista.

## Pubblicazione
L'album fu pubblicato il 5 settembre 1980 ed entrò in classifica in Gran Bretagna subito al primo posto.
Una tiratura limitata iniziale dell'album in vinile fu pubblicata con un 45 giri contenente due brani inediti registrati dal vivo, "Remember I Was Vapour" e "On Broadway", quest'ultimo una cover di un brano celebre degli anni sessanta, rivista in chiave elettronica con un notevole assolo di Billy Currie alla tastiera Moog. Currie aveva collaborato con Numan durante una fase di pausa del suo gruppo, gli Ultravox. I due brani furono pubblicato su CD per la prima volta nella versione espansa di Living Ornaments '79 del 1998.
L'uscita dell'album è stata subito seguita da una tournée promozionale denominata "Teletour".

## Tracce
(Musiche e testi di Gary Numan eccetto dove indicato)

### Album originale

#### Lato A
1. This Wreckage – 5:26
2. The Aircrash Bureau – 5:41
3. Telekon – 4:29
4. Remind Me to Smile – 4:03
5. Sleep by Windows – 4:58

#### Lato B
1. I'm an Agent – 4:19
2. I Dream of Wires – 5:10
3. Remember I Was Vapour – 5:11
4. Please Push No More – 5:39
5. The Joy Circuit – 5:12

I singoli "We Are Glass" e "I Die: You Die" furono inseriti nella versione su musicassetta rispettivamente alla fine di ciascun lato.

### Ristampa CD (1998)
1. This Wreckage – 5:26
2. The Aircrash Bureau – 5:41
3. Telekon – 4:29
4. Remind Me to Smile – 4:03
5. Sleep by Windows – 4:58
6. We Are Glass* – 4:47
7. I'm an Agent – 4:19
8. I Dream of Wires – 5:10
9. Remember I Was Vapour – 5:11
10. Please Push No More – 5:39
11. The Joy Circuit – 5:12
12. I Die: You Die* – 3:47
13. A Game Called 'Echo' * – 5:06
14. Photograph* – 2:43  lato B di "This Wreckage"
15. Down in the Park (Piano Version)* – 2:27 lato B di "I Die: You Die"
16. Trois Gymnopédies (1st Movement)* (Erik Satie) – 4:15 lato B di "We Are Glass"

(*) = Tracce bonus ristampa CD 1998

## Musicisti
- Gary Numan – voce, tastiere (Minimoog, Polymoog, ARP Odyssey), percussioni
- Paul Gardiner – basso
- Rrussell Bell - chitarra, violino, cori
- Chris Payne – tastiere (Minimoog, Polymoog, pianoforte), viola
- Cedric Sharpley – batteria, percussioni

Il gruppo scozzese Simple Minds contribuisce al brano "The Aircrash Bureau" con il "battimani" (handclaps).

## Ristampe su vinile
Oltre alla ristampa in CD del 1998, Telekon è stato ristampato su vinile inizialmente nel 2011 su due LP 180 gr con l'aggiunta dei brani "We Are Glass" e "I Die : You Die", e di nuovo nel 2015 con l'ulteriore aggiunta di "Trois Gymnopedies (First Movement)", "Down In The Park (Piano Version)", "A Game Called Echo", "Photograph", "Remind Me To Smile (USA Mix)" e " I Die: You Die (Alternate Mix)".

## Eredità
Telekon rimane l'album di maggior successo di Numan dopo The Pleasure Principle.
L'album dal vivo Living Ornaments '80 è stato registrato durante un concerto all'Hammersmith Odeon di Londra nel settembre del 1980 nell'ambito della tournée promozionale per Telekon denominata "Teletour".
Nel dicembre del 2006 Numan eseguì quattro date dal vivo per suonare l'album completo insieme ad altri brani associati. La performance è stato pubblicata nell'album Telekon - Live nel 2008, pubblicato anche in DVD. Nel 2015 Numan suona i suoi primi tre album per intero in una serie di date a Los Angeles e a Londra denominata "Three Classic Albums". Per l'occasione sono state pubblicate delle edizioni speciali degli album in vinile colorato.

## Cover
Una versione cover dell brano I Dream of Wires è stata registrata dal cantante Robert Palmer e inclusa nel suo album Clues, pubblicato nello stesso mese di Telekon. Nella versione di Palmer, Numan suona le tastiere e Paul Gardiner il basso.